# Linz am Rhein
Linz am Rhein település Németországban, Rajna-vidék-Pfalz tartományban. Lakosainak száma 6417 fő (2023. december 31.).

## Népesség
A település népességének változása:
| Lakosok száma | 5892 | 6078 | 6200 | 6273 | 6412 | 6417 |
|               | 1975 | 2017 | 2019 | 2021 | 2022 | 2023 |